# 貓頭鷹時間
《貓頭鷹時間》是麗的電視於1979年至1982年製作的深夜成人節目。

## 簡介
貓頭鷹時間的前身是1978年7月3日於佳藝電視啟播的成人節目時段《哈囉夜歸人》，由紅極一時的艷星陳維英聯同盧遠、廖淑儀和亦嘉擔任主持；但播出一個多月後（8月22日）因佳視倒閉而停播。後來分別被嘉禾和邵氏改編成電影。
翌年，麗的電視製作同名成人節目，主持人更幾乎是原班人馬（除了洪國華取代廖淑儀）。然而，由於節目的作風與製作取向比佳視更為大膽，不符當年保守的社會風氣，再加上曾出現裸露鏡頭，因此節目播出五集之後便被當局下令禁播，成為香港電視史上第一個被禁播的電視節目。麗的遂於不到一個月後，改以播放由原班主持負責的新深夜清談節目《貓頭鷹時間》，但尺度沒《哈囉夜歸人》大膽，收視和話題性亦跟上述兩個節目比下去。
《貓頭鷹時間》於1982年因邱德根入主麗的、麗的改為亞洲電視，而跟麗的的名字一同消失。到了1988年亞視再度易手時，才再次製作深夜節目《活色生香》（由李道洪、周美鳳、洪羅拔等主持，於1993年停播）。